# Родинна сага
Родинна сага — це літературний жанр, який зосереджується на історії однієї родини, охоплюючи кілька поколінь. Цей жанр часто використовують для зображення динаміки сімейних стосунків, еволюції родинних традицій, а також соціально-економічних змін, які впливають на родину впродовж тривалого періоду часу. У романах (або іноді в циклах романів) із серйозними намірами це часто є тематичним прийомом, який використовується для зображення певних історичних подій, змін соціальних обставин або припливів і відпливів долі з різних поглядів.
Типова сімейна сага розповідає про покоління родини протягом певного історичного періоду в серії романів. Існує низка піджанрів цієї форми, наприклад, cага Аґа.
Серед успішних авторів популярних сімейних саг — Сьюзен Говатч, Рональд Фредерік Дельдерфілд і Філіп Керр.
Основні характеристики родинної саги:
- Родинна сага зазвичай охоплює значний період часу, часто кілька десятиліть або навіть століть. Вона слідкує за розвитком родини від одного покоління до наступного, відображаючи важливі історичні події та соціальні зміни
- Родинні саги відрізняються багатством персонажів. Вони детально зображують життя багатьох членів родини, їхні особисті проблеми, радощі, конфлікти та взаємозв'язки. Кожен персонаж зазвичай має свою унікальну історію, яка вплітається в загальну тканину роману
- Події родинної саги зазвичай відбуваються на фоні реальних історичних подій. Це можуть бути війни, революції, економічні кризи, міграції або будь-які інші значущі суспільні зміни. Історичний контекст додає глибини і правдоподібності розповіді. Історичні події не лише створюють тло для сюжету, але й безпосередньо впливають на долі героїв, визначаючи їхній шлях та вибір.

## Представники літератури
- Саги ісландців — середньовічні ісландські сімейні саги, з яких випливає слово «сага»
- Махабарта, написання Вальмікі — хроніка клану Чандравансі Раджпут, заснована Перу, також вважається найдовшою поемією в історії людства
- Сон Червоної кімнати — один з чотирьох великих класичних романів китайської літератури, він хронікує зростання і занепад сім'ї Джиа
- Хроніка стародавнього сонячного світла Генрі Вільямсон
- Ада або Ардор, авторства Владимира Набокова
- «Діло Артамонова», авторства Максима Горького
- «Відвідувалася на носі невістки», авторства Івлін Во
- «Краса — це рана», авторства Ека Курніаван
- «Будденброки», авторства Томаса Манна
- «Капітани та королі», авторства Тейлор Колдвелл
- «Гармонія Келестис», історичні твори авторства Петера Естергазі
- «Трилогія Каїра», авторства Нагіба Махфуза
- «Кронаки Казалета», авторства Елізабет Джейн Говард
- «Заповідь», авторства Джеймса Е. Міченера
- «Краутерс Банкдам», авторства Томаса Армстронга
- Дюна, авторства Френка Герберта
- «На сході Едена», авторства Джона Стейнбека
- Серіал «Emberverse», авторства С. М. Стерлінга
- «Вічнозелене», авторства Бельва-Плейн
- «Попадіть на коліна», авторства Анн-Марі Макдональд
- «Тетралогія сімейного дерева», авторства Анн М. Мартін
- «Вогонь і кров», авторства Джорджа Р. Р. Мартіна
- «Сага Форсайт», авторства Джона Голсуорсі
- «Пани Головльови», авторства Михайла Салтикова-Щедріна
- «Хороша Земля і її продовження», авторства Перл С. Бак
- «Дзірки», авторства Луї Сахар
- «Додому», авторства Яа Ґясі
- «Гомстак», авторства Ендрю Гассі